# Manole Bodnăraș
Manole Bodnăraș (n. 4 iulie 1909, Câmpulung Moldovenesc, Austro-Ungaria – d. 9 septembrie 1985, Iaslovăț, Suceava, România) a fost un politician comunist român. El a îndeplinit funcțiile de președinte al Comitetului pentru Cultură Fizică și Sport (1952-1957) și pe cele de vicepreședinte (1951-1954) și președinte (1959-1960) al Comitetului Olimpic Român.

## Biografie
Manole Bodnăraș s-a născut la data de 4 iulie 1909, în orașul Câmpulung Moldovenesc, fiind fratele mai mic al viitorului lider comunist Emil Bodnăraș. Era fotograf de profesie. A fost căsătorit cu Elena Bodnăraș (născută la 19 aprilie 1917).
„Individul Emanoil Botnăraș din Câmpu Lung Bucovina" a fost arestat la data de 19 februarie 1937, prin ordinul 3248 al Corpului II Armată, fiind acuzat de organizarea unei „asociații pentru prepararea de crime contra siguranței statului și complot la provocarea de introducere în birouri unde se păstrează acte secrete, referitoare la apărarea națională". A fost eliberat, fiind rearestat apoi, întrucât, la Arhivele Naționale, în același dosar mai există trei arestări, datate 20 aprilie, 19 iunie (arestare preventivă) și 19 iulie. În ordinul de arestare din 20 aprilie 1937 era acuzat de asocierie "în scopul de a provoca revoluția comunistă în România și schimbarea prin violență a ordinii sociale existente și a îndemnat pe Domany Akos să se introducă în sediul Marelui Stat Major în scopul de a procura pentru URSS documente și informațiuni de ordin militar interesând apărarea națională". 
După instalarea la putere în România a Partidului Comunist și numirea lui Emil Bodnăraș ca ministru al apărării, fratele său, Manole Bodnăraș a fost numit la data de 31 octombrie 1950 în funcția de vicepreședinte al Comitetului pentru Cultură Fizică și Sport. El a fost numit apoi în funcțiile de președinte al Comitetului pentru Cultură Fizică și Sport (1952-1957) și de vicepreședinte (1951-1954) și apoi președinte (1959-1960) al Comitetului Olimpic Român.
Manole Bodnăraș a fost decorat în anul 1959 cu "Ordinul Muncii" clasa I, cu prilejul celei de-a 50 aniversări de la nașterea sa.  Ziarul "Scânteia" din 6 august 1959 a publicat raportul lui Bodnăraș despre activitatea Comitetului pentru Cultură Fizică și Sport din perioada august 1958 - august 1959.  Prin Decretul Consiliului de Stat al Republicii Populare Romîne nr. 500/1964 i s-a conferit Ordinul „23 August” clasa a II-a „pentru merite deosebite în opera de construire a socialismului, cu prilejul celei de a XX-a aniversări a eliberării patriei”.

Mormântul lui Manole Bodnăraș din cimitirul satului Iaslovăț.

Ulterior, timp de mulți ani, Manole Bodnăraș a fost ambasador în Republica Populară Albania (fl. 1971) și apoi în Argentina. După ce s-a pensionat, el s-a reîntors în Moldova și a locuit în comuna Sucevița, într-o vilă construită chiar de el, dar ulterior trecută la gospodăria de partid, ca și cea alăturată, aparținând lui Emil Bodnăraș. 
În anul 1976, Emil Bodnăraș a murit și a fost înmormântat într-o criptă de lângă biserica construită pe banii lui în satul natal, Iaslovăț. Manole Bodnăraș a încetat din viață la data de 9 septembrie 1985, fiind înmormântat în aceeași criptă cu părinții săi și lângă cripta lui Emil Bodnăraș.

## Distincții
- Medalia „A cincea aniversare a Republicii Populare Române” (24 decembrie 1952) „pentru lupta și munca duse în vederea făuririi, consolidării și prosperării Republicii Populare Române”[6]
- Ordinul Muncii clasa a III-a (21 august 1954) „pentru merite deosebite pe tărîmul construcției de stat, economice, sociale și culturale, cu ocazia celei de a zecea aniversări a eliberării patriei noastre”[7]
- Ordinul „Steaua Republicii Populare Romîne” clasa a II-a (30 decembrie 1957) „cu ocazia celei de a zecea aniversări a proclamării Republicii Populare Romîne și pentru merite deosebite în îndeplinirea sarcinilor date de Partidul Muncitoresc Romîn, pentru merite deosebite pe tărîmul construcției de stat, economice, sociale, culturale și obștești”[8]
- Ordinul „23 August” clasa a III-a (12 august 1959) „pentru merite deosebite în opera de construire a socialismului”[9]
- Medalia „40 de ani de la înființarea Partidului Comunist din Romînia” (6 mai 1961) „pentru activitate îndelungată în mișcarea muncitorească și merite în opera de construire a socialismului”[10]
- Ordinul „23 August” clasa a II-a (10 august 1964) „pentru merite deosebite în opera de construire a socialismului, cu prilejul celei de a XX-a aniversări a eliberării patriei”[11]
- titlul de Erou al Muncii Socialiste și medalia de aur „Secera și ciocanul” (4 mai 1971) „cu prilejul aniversării a 50 de ani de la constituirea Partidului Comunist Român, [...] pentru activitate îndelungată în mișcarea muncitorească și merite deosebite în opera de construire a socialismului în patria noastră”[12]